# コンタックスG
コンタックスG（Contax G）は、京セラが1994年に最初のモデルを発売し、2005年まで販売されていたコンタックスブランドのレンズ交換式オートフォーカスフィルムカメラシリーズである。交換レンズを主として周辺機器によりシステムを構成する。

## カメラボディ

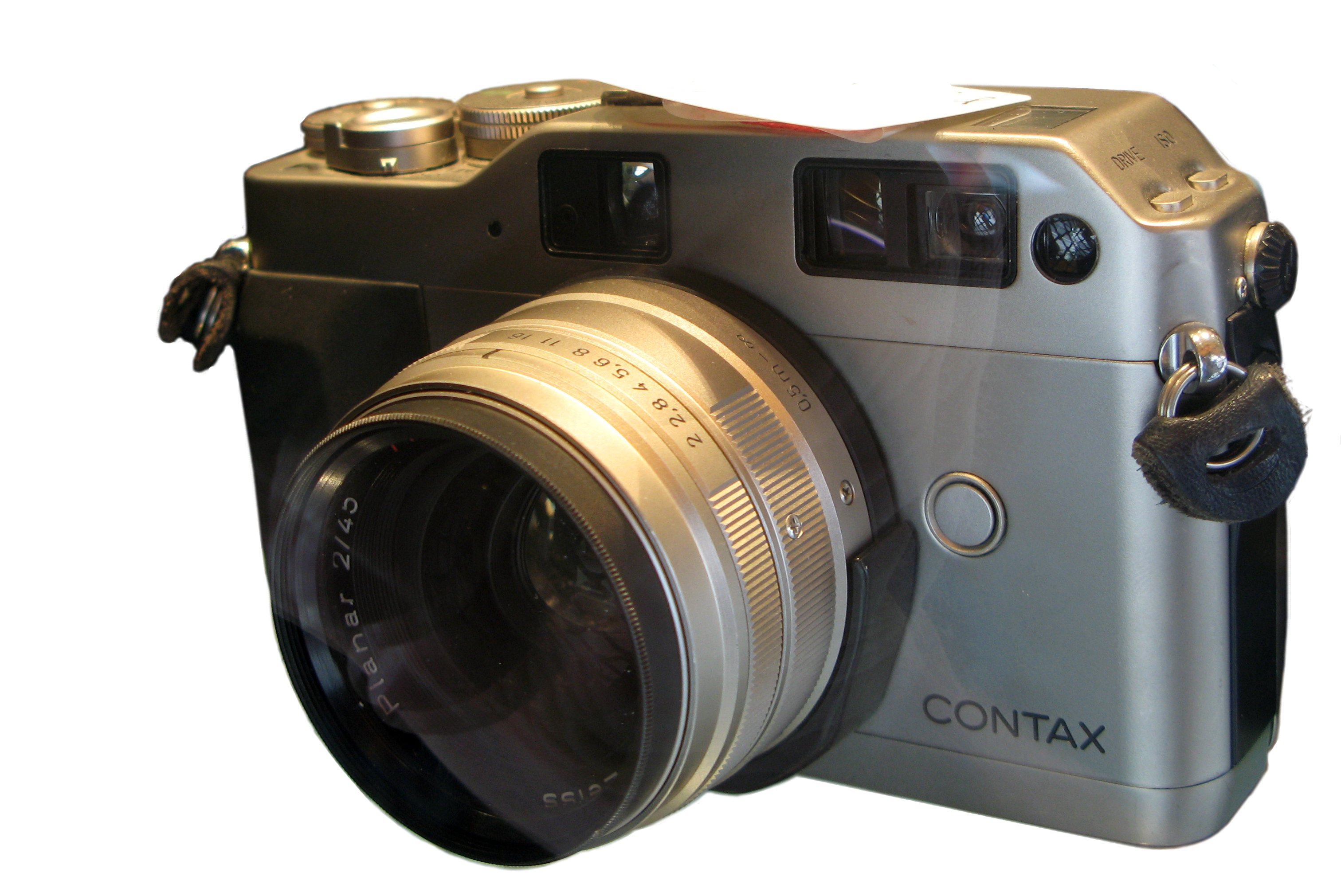
コンタックスG1
----
プラナーT*45mmF2装着

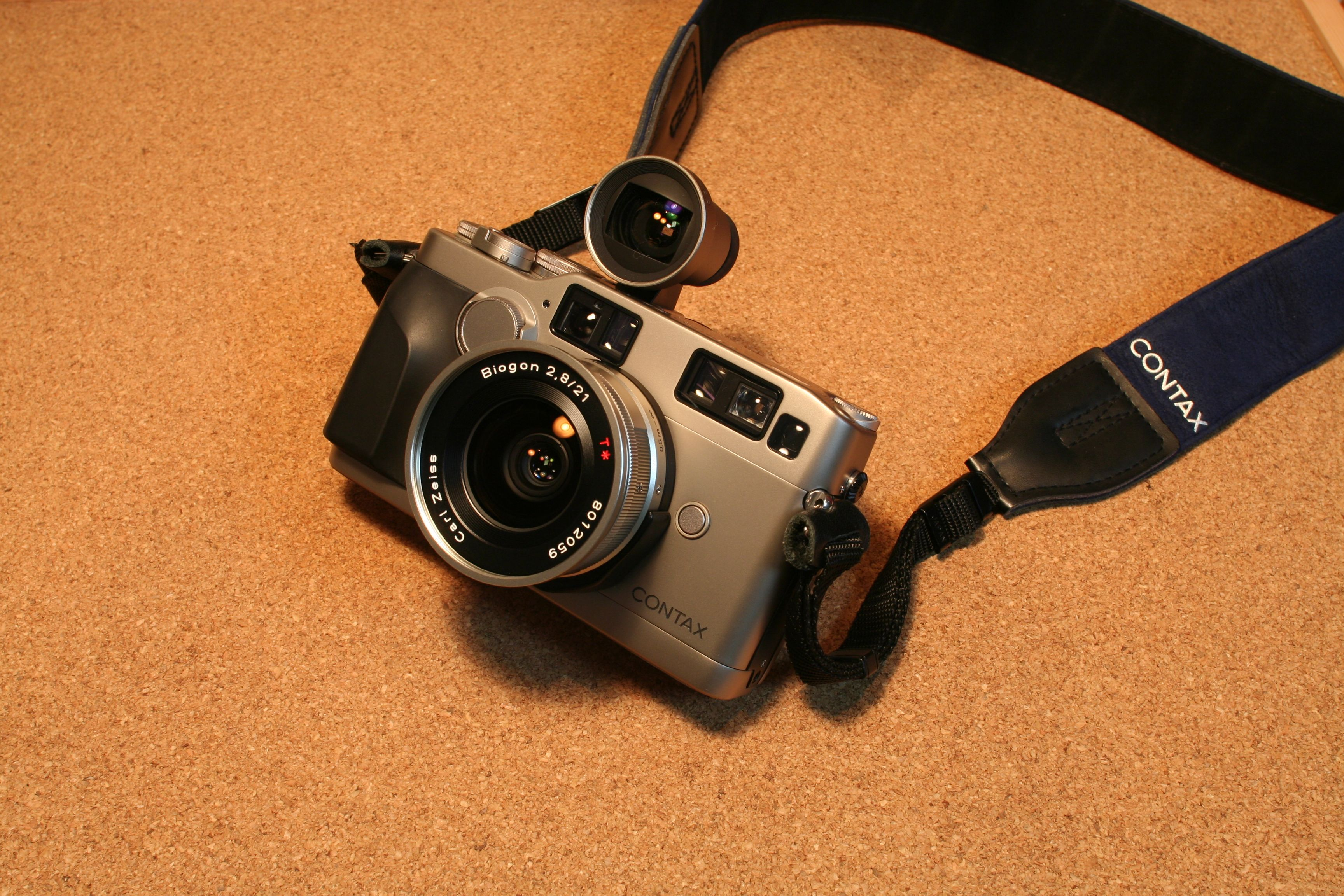
コンタックスG2
----
ビオゴンT*21mmF2.8および外部ファインダーGF-21mm装着

コンタックスブランドではこの以前にコンタックスTシリーズという、いわゆる高級コンパクト機があったが、Gシリーズではレンズ交換式とし、より趣味性の高いものとなった。当時は、レンズ固定式の一般のカメラからは距離計が完全に消滅し、一眼レフ方式以外のレンズ交換式カメラはライカ（Mシリーズ）に代表される距離計式（レンジファインダー）がもっぱらであったため、オートフォーカスレンジファインダーと銘打たれたが、距離計式ではない（なお、Tシリーズの初代モデルが距離計式である）。TシリーズとGシリーズの関係に似たようなシリーズとして、コニカの「ヘキサー」と「ヘキサーRF」があるが、ヘキサーRFは距離計式を採用した。
Gシリーズは、レンズ交換式カメラを、オートフォーカスをはじめとして完全電子化するという野心的なシリーズで、ボディは初代コンタックスG1および後継機種コンタックスG2の2機種が設計・生産された。両機種・レンズとも機能性・画質・デザインといった多くの面で完成度の評価は高く、また極端な高級路線を取りがちなコンタックスブランド製品としては比較的現実的な価格も多くのユーザーを受け入れる下地となった。
一方で、コンタックスG1のオートフォーカスは光学式ではあるものの、撮影者が2重像（ないし上下像）を確認することはできず、「焦点合わせの結果に不安がある」という、オートフォーカスフィルムカメラの弱点であり距離計式を選ぶ理由となる点について、本シリーズ機には距離計式としての利点が無いというのが大きな弱点である。G2ではオートフォーカスの向上のため赤外線によるアクティブオートフォーカス併用となった。
ファインダーはいわゆる「実像式」タイプだが、取り付けられたレンズの焦点距離を電子認識し、自動的に表示範囲の調整とパララックス補正を行う機能を備える。特にコンタックスG2のファインダーはズームレンズの画角変化にも逐次追従するなど、高機能なファインダーとなっている。
京セラのカメラ事業撤退により、アクセサリを含む全ての製品が2005年3月をもって生産終了、同年9月に出荷完了した。以下本記事中に「希望小売価格」として記載した円建ての価格はいずれも発売当時に京セラが日本国内で提示していた税抜き希望小売価格である。
コンタックスGシリーズボディに共通の不具合として、シャッターボタン横に取り付けられているフィルムカウンター窓の小型液晶パネル内層で劣化による滲みが起きる、という問題を抱えており、中古での購入時にはこの現象が起きているか否か、あった場合には枚数表示の視認に影響がないかを確認する必要がある。また、外装はチタンであるものの、内部部品にはプラスチックが多用されており、これらの経年劣化・損傷が起きやすい。
|                    |                    | コンタックスG1                                       | コンタックスG2                                       |
| ------------------ | ------------------ | ---------------------------------------------------- | ---------------------------------------------------- |
| ファインダー       | 構造               | 実像式ズームファインダー                             | 実像式ズームファインダー                             |
| ファインダー       | 仕様               | 視野率90%・倍率0.57倍（45mm・視度-1D・無限遠の場合） | 視野率90%・倍率0.57倍（45mm・視度-1D・無限遠の場合） |
| AEブラケット       | AEブラケット       | 対応                                                 | 対応                                                 |
| オートフォーカス   | 測距方式           | パッシブ                                             | パッシブ/アクティブ併用                              |
| オートフォーカス   | コンティニュアス   | 非対応                                               | 対応                                                 |
| 連続撮影速度       | 連続撮影速度       | 秒2コマ                                              | 秒4コマ                                              |
| シャッター         | シャッター         | 縦走行式フォーカルプレーンシャッター（電子制御）     | 縦走行式フォーカルプレーンシャッター（電子制御）     |
| シャッター速度     | 絞り優先           | 1/2000～16秒                                         | 1/6000～16秒                                         |
| シャッター速度     | マニュアル         | 1/2000～1秒                                          | 1/4000～4秒                                          |
| シャッター速度     | フラッシュ同調     | 1/100秒以下                                          | 1/200秒以下                                          |
| アクセサリーシュー | アクセサリーシュー | TTL測光連動対応（コンタックスTLAストロボ）           | TTL測光連動対応（コンタックスTLAストロボ）           |
| 電源               | 電源               | CR2二本（メーカー測定寿命は24枚撮り80本分）          | CR2二本（メーカー測定寿命は24枚撮り80本分）          |
| 寸法               | 寸法               | 133mm×77mm×42mm                                      | 139mm×80mm×45mm                                      |
| 重量               | 重量               | 460g                                                 | 560g                                                 |
| 日程               | 発売               | 1994年9月                                            | 1996年10月                                           |
| 日程               | 生産終了           | 1996年9月                                            | 2005年3月                                            |
| 日程               | 補修期限           | 2006年9月                                            | 2015年3月                                            |
| 希望小売価格       | 日本               | 14万3000円                                           | 16万3000円                                           |
| 希望小売価格       | 米国               | 1928米ドル                                           | 2250米ドル                                           |

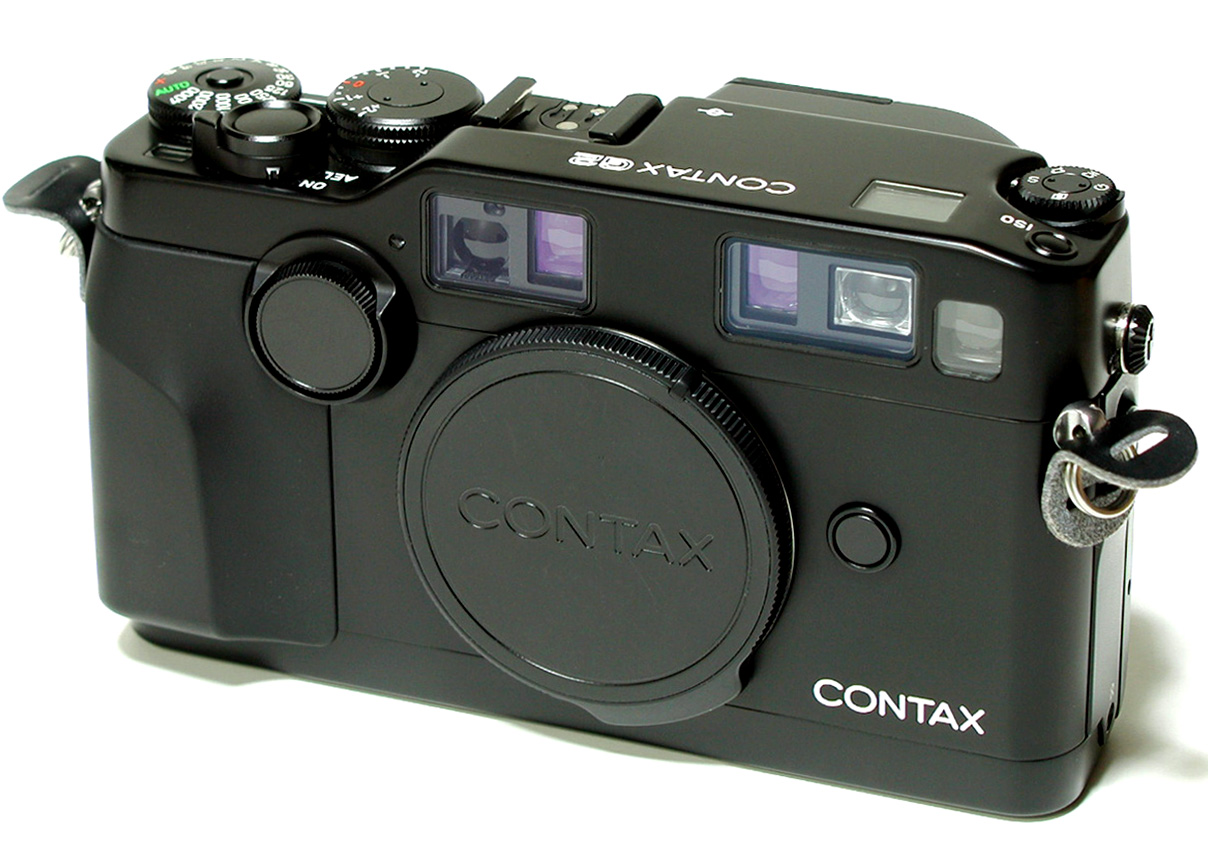
G2ブラック

G2はボディカラーが通常のチタン地色のものとは別にブラック塗装のモデルが数量限定で生産された。このモデルは一般にG2ブラックと呼ばれ、日本では1000台限定で1997年9月10日に発売された。ボディに合わせて各Gマウントレンズにもブラック塗装モデルが用意されたほか、レンズキャップやフードといったアクセサリ類にもブラック塗装品が生産され、レンズ本体とセットで入手できた。

## Gマウント

### 概要

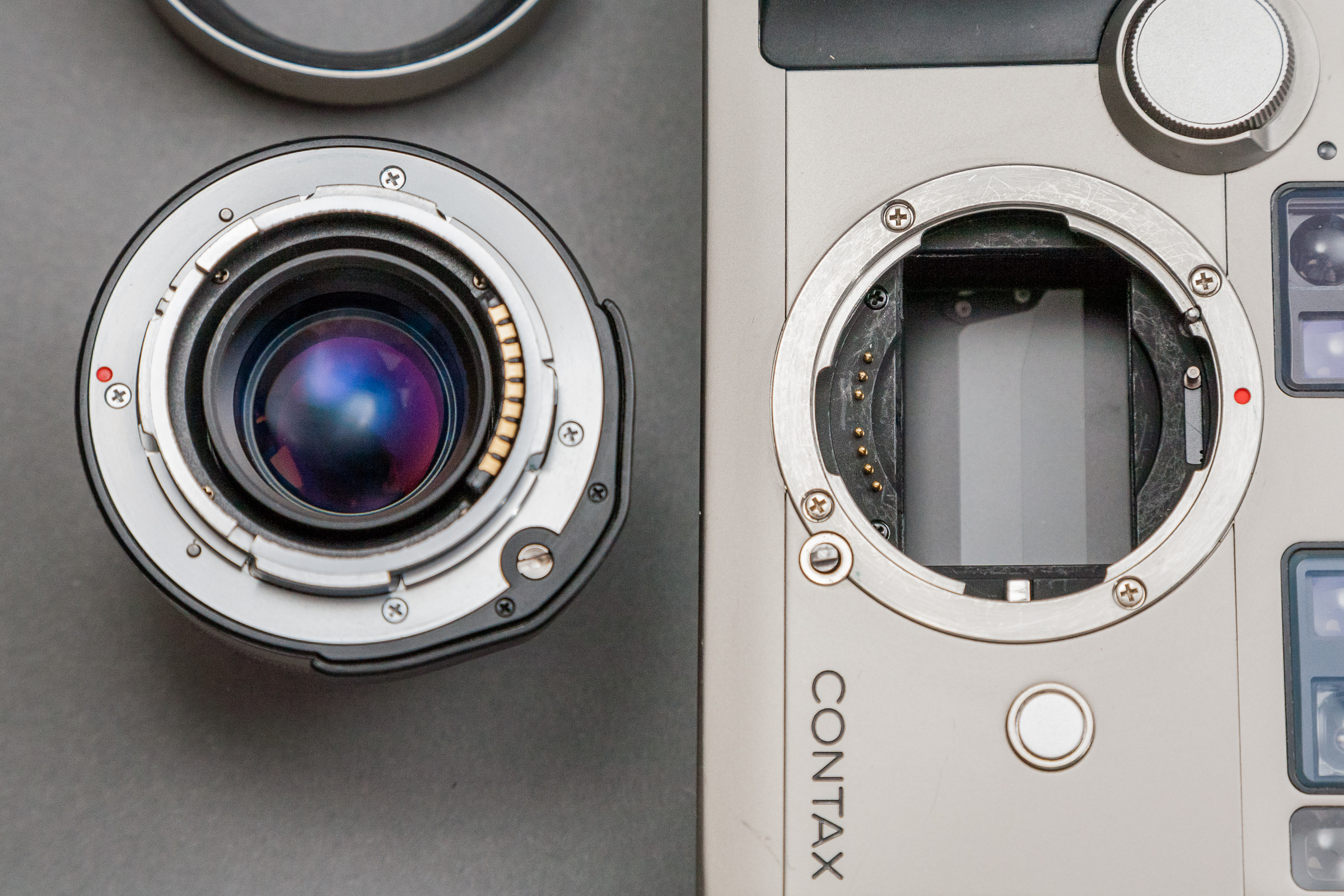
コンタックス G マウント

コンタックスGシリーズのレンズマウントは専用に設計されたコンタックスGマウントである。口径44.0mm、フランジバック29.0mmで、電子接点はレンズ側が9つ、ボディ側はコンタックスG1が5つ、コンタックスG2が7つである。取り付けの構造はいわゆるスピゴット式で、ボディとレンズを接合させ、鏡筒後部のリングを回転させて固定する。取り付け時にレンズ側の絞り指標も回転する仕様のため、ボディから分離されたレンズは絞り環の回転範囲と指標の位置が一致しないが、壊れているのではなくそれで正常である。
コンタックスGマウントは過去のいかなるレンズマウントとも直接的な互換性を持っていない。純正マウントアダプター「GA-1」を使用することでコンタックス一眼レフ用のレンズを取り付け、マニュアルフォーカスで使用することができるが、これ以外のマウントアダプターは非純正を含め一つも発売されなかった。また、コンタックスGマウントはもともとフランジバックが短いうえ、レンズ側もボディ内にミラーなどの障害物が存在しないことを前提に設計されているため、コンタックスGマウントレンズを無限遠にピントが合う状態で一眼レフボディで使用することは不可能である（近接撮影のみならば可能）。
フランジバックの短い近年のレンズ交換式ミラーレスディジタルカメラでは使用可能なため、2010年頃から各種アダプターが販売され始めた。
他には、ライカMマウントに改造するといった方法もある。いくつかの業者では距離計に連動させるカムも加工している。

### 純正レンズ

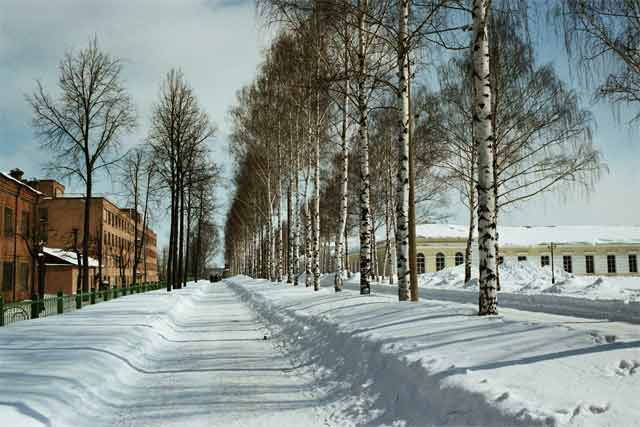
プラナーT*35mmF2作例
----
ウドムルト共和国の首都イジェフスク、コンタックスG2

京セラ純正のコンタックスGマウント対応レンズはオートフォーカス単焦点5種・オートフォーカスズーム1種・マニュアルフォーカス単焦点1種の計7種類が発売された。レンジファインダーカメラらしく広角レンズを中心としたラインアップで、全てカール・ツァイスブランド・T*コーティング仕様となっている。焦点距離では16mmから90mmまでが用意されているが、ボディ内蔵ファインダーが対応可能な画角は28mm以上であるため、16mm/21mmレンズにはアクセサリーシューに取り付けて使う専用外付けファインダーが付属する。これらのファインダーにはパララックス補正の機能はない。コンタックスG1は35-70mmには対応しないほか、21mm/35mmレンズの使用にはメーカーによるアップデートが必要である。
対応ボディがわずか2機種しか発売されなかったことから中古市場での価格はリーズナブルであるが、性能面では描写力に優れた45mmプラナーやカルト的人気を誇る16mmホロゴンをはじめとして、ラインアップされている製品全てが高い評価を受けている。レンズ構成が比較的本来の仕様に近いものが多いため、「ブランドだけではない本物のツァイスレンズ」を体験したいユーザーにも人気がある。特に、ホロゴンおよびビオゴンに見られるバックフォーカスが極端に短い構成は一眼レフカメラ向けには物理的に設計できず、またデジタルカメラではイメージセンサーへの入射角の問題から性能を発揮しづらいため、デジタル一眼レフ全盛の現代においては極めて希少な存在である。
| レンズ名                      | 構成    | 焦点距離 | 画角      | 絞り最大/最小 | 合焦                 | 最短距離 | 前ネジ径 | 直径 | 突出   | 質量 | 製造国 | 発売   | 希望小売価格 |
| ----------------------------- | ------- | -------- | --------- | ------------- | -------------------- | -------- | -------- | ---- | ------ | ---- | ------ | ------ | ------------ |
| ホロゴンT*16mmF8              | 3群5枚  | 16mm     | 106度     | F8固定        | マニュアルフォーカス | 0.3m     | なし     | 57mm | 11.0mm | 120g | ドイツ | 1994年 | 28万円       |
| ビオゴンT*21mmF2.8            | 7群9枚  | 21mm     | 90度      | F2.8/F22      | オートフォーカス     | 0.5m     | 55mm     | 59mm | 35.5mm | 200g | 日本   | 1996年 | 12万円       |
| ビオゴンT*28mmF2.8            | 5群7枚  | 28mm     | 75度      | F2.8/F22      | オートフォーカス     | 0.5m     | 46mm     | 56mm | 30.5mm | 150g | 日本   | 1994年 | 5万7000円    |
| プラナーT*35mmF2              | 5群7枚  | 35mm     | 64度      | F2/F16        | オートフォーカス     | 0.5m     | 46mm     | 56mm | 31.5mm | 160g | 日本   | 1996年 | 4万7000円    |
| プラナーT*45mmF2              | 4群6枚  | 45mm     | 50度      | F2/F16        | オートフォーカス     | 0.5m     | 46mm     | 56mm | 38.5mm | 190g | 日本   | 1994年 | 3万7000円    |
| ゾナーT*90mmF2.8              | 4群5枚  | 90mm     | 27度      | F2.8/F22      | オートフォーカス     | 1.0m     | 46mm     | 56mm | 63.0mm | 240g | 日本   | 1994年 | 4万7000円    |
| バリオゾナーT*35-70mmF3.5-5.6 | 8群13枚 | 35-70mm  | 62度-35度 | F3.5-5.6/F22  | オートフォーカス     | 1.0m     | 46mm     | 60mm | 54.0mm | 290g | 日本   | 1999年 | 12万5000円   |

全てのコンタックスGマウントレンズは京セラのカメラ事業撤退に伴い2005年3月に生産完了となった。京セラによる補修サービスの期限は2015年3月となっている。2002年1月には日本国内の各小売店舗において「モニターキャンペーン」という名目でレンズの安売りが行われ、この時点で既に実際のレンズ生産は終了していたと見られている。

### マウントアダプター
京セラ純正の「GA-1」が唯一の存在である。このアダプターを間に挟みこむことで、コンタックス／ヤシカマウントの一眼レフ用レンズを使用できる。コンタックス／ヤシカマウントレンズは豊富な種類がラインアップされており、特にコンタックスGマウントに存在しない100mm以上の望遠レンズを多く揃えるため、GA-1の使用により選択肢を大きく広げることができる。付属品は前後キャップ（ボディキャップC・GK-R1）。希望小売価格2万円。
露出決定はTTL実絞り測光による絞り優先オートおよびマニュアル露出の双方が使用できる。コンタックス／ヤシカマウントレンズは全てマニュアルフォーカス専用であるためオートフォーカス機構は動作しないが、コンタックスGマウントボディはファインダー部に独立した距離計を内蔵しているため、条件を満たせばボディの測距機能をフォーカシングの参考に使用することができる。ただし取り付けられたレンズやフードの外径が66mm以上の場合、内蔵距離計の光路をふさいでしまうために測距機能は動作しない。
コンタックスGシリーズボディの特徴である焦点距離可変の内蔵ファインダーもGA-1に連動する。GA-1の鏡筒部には画角リングと呼ばれるスイッチがあり、28mm/35mm/50mm/60mm/85mmのいずれかにセットできる。内蔵ファインダーはここで設定された画角を認識して追従、パララックス補正も機能する。画角リングにない焦点距離のレンズを使用する場合は「最も近い値」にセットすることを推奨されているが、この場合は当然ながら内蔵ファインダーでのフレーミングは目安程度にしか使えず、パララックス補正にも誤差が出る。
ファインダーと測距機能の両方が完全に機能すると保証されているレンズは以下の8種である。

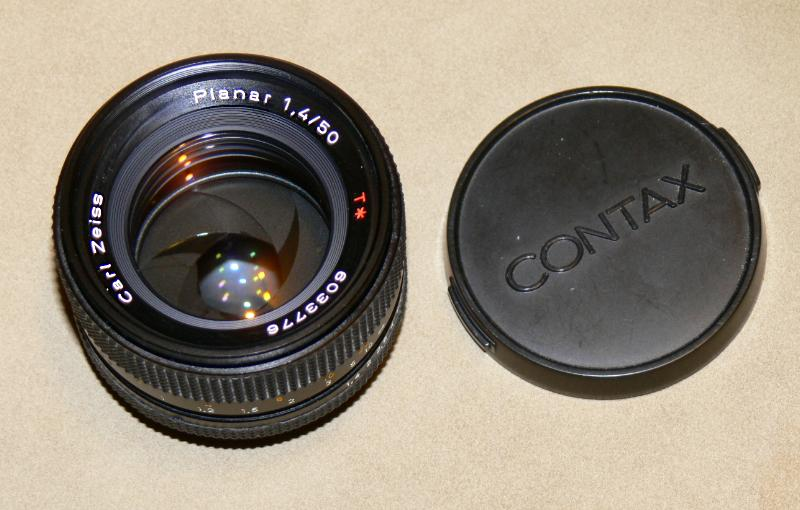
評価の高いコンタックス／ヤシカマウント用標準レンズ、プラナーT*50mmF1.4

パララックス補正対応範囲が∞-1.0mのレンズ
ディスタゴンT*28mmF2
ディスタゴンT*28mmF2.8
ディスタゴンT*35mmF2.8
テッサーT*45mmF2.8
プラナーT*50mmF1.4
プラナーT*50mmF1.7
パララックス補正対応範囲が∞-3.0mのレンズ
マクロプラナーT*60mmF2.8C
ゾナーT*85mmF2.8

コンタックス/ヤシカマウントには他マウント規格のレンズを使用するためのアダプターが流通しており、これらのアダプターとGA-1を2段付けにすればそれらが対応するマウントのレンズをコンタックスGマウントボディで使用することができるようになる。ただしこの使用方法は設計時に想定されていない用途であるため、メーカーからはいかなるサポートも受けられない。コンタックス／ヤシカマウント用アダプターが用意されているマウントの大部分は中・大判マウントで、ハッセルブラッドがメーカー純正で生産したものが有名である。M42のように普及率の高いマウント用の製品も存在する。M42マウントについては一時サードパーティ製のコンタックスGマウント用アダプターの話があったものの表舞台に出ることはなかったため、結局二段付けによる使用に頼らざるを得ない状況が続いている。

## 純正アクセサリ

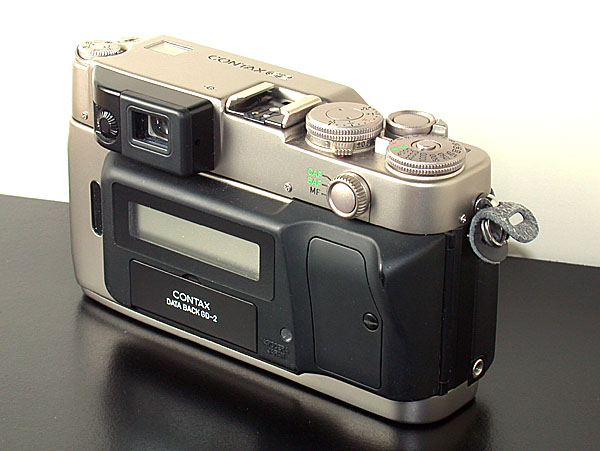
G2D

遠隔撮影を行うには有線電気信号式の「ケーブルスイッチL」シリーズが必要となる。無線式リモコンや旧来の機械式ケーブルレリーズには対応していない。
コンタックスGシリーズ用デザインのフラッシュは下記2機種が用意されているが、いずれも小型タイプでバウンス用の角度調整機構を持たず、電源がやや高額なリチウム電池であるなどの難点もある。コンタックスGシリーズボディはコンタックスTLA系の全ストロボにも対応するため、必要であればより大型のストロボを使用することができる。また他社製フラッシュもホットシュー接点やシンクロターミナルを介してAE非連動で使用できる。
データバック GD-1
コンタックスG1にオートデート（自動日付写しこみ）機能を追加する。フィルム室の裏ぶたの形をしており、標準の裏ぶたと交換して使用する。電源はCR2025一個。希望小売価格2万円。
データバック GD-2 マルチファンクションタイプ
コンタックスG2用データバックで、コンタックスG2Dの標準添付品と同等。日付に加えて露出データの扱いをサポートし、写し込み箇所も各コマ間またはフィルム一コマ目・二コマ目へのまとめ写し込みに対応、さらにはインターバル撮影機能の追加も担う高機能なものである。なお、ライトユーザーに多用される写真内への写しこみはサポートしない。装着するとただでさえ大きく重いコンタックスG2が一段とかさむ点も含め、コンタックスG1用データバックとはかなり性格が異なる。電源はCR2025二個。希望小売価格6万5000円。
パワーパックアダプター GP-1
カメラを乾電池で駆動させるためのダミーバッテリー。底面のソケットをパワーパックと接続する。希望価格5000円。
パワーパック P-8
カメラを乾電池で駆動させるための外部バッテリーパック。カメラに取り付けたパワーパックアダプターとプラグで接続する。電源は単3形電池四本。希望小売価格6000円。
フラッシュ TLA140
ガイドナンバー14の外付けフラッシュ。照射角度は28mmレンズ相当、電源はCR123A一個。縦長の板のような形状で、可搬性と照射高を両立している。希望小売価格2万円。
フラッシュ TLA200
ガイドナンバー20の外付けフラッシュ。照射角度は28mm/35mm/45mm/90mmを手動で切り替えることができる構造で、電源はCR2二個。G2にあわせて発売された。希望価格3万円。
ディオプターレンズ GFLタイプコンタックスG2/G2D用の視度補正レンズ。-4、-2、+2の3種が用意され、希望小売価格は各1000円。

## ユーザーである写真家
- アントワン・ダガタ　(Antoine d'Agata) - G2
- ウィリアム・エグルストン（William Eggleston） - G2[4]
- グレッグ・ゴーマン（Greg Gorman） - G2[5]
- ミッシェル・コント（Michel Comte） - G2
- マリー・エレン・マーク（Mary Ellen Mark） - G2
- 荒木経惟 - G2
- 田中長徳 - G1/G2
- 中藤毅彦 - G2ブラック